# Hydre (lune)
Pour les articles homonymes, voir Hydra.
Hydre, officiellement (134340) Pluton III Hydre,  (internationalement Hydra et (134340) Pluto III Hydra), est un petit satellite naturel de Pluton découvert en 2005. Jusqu'au 22 juin 2006, il portait la désignation provisoire S/2005 P 1.

## Découverte

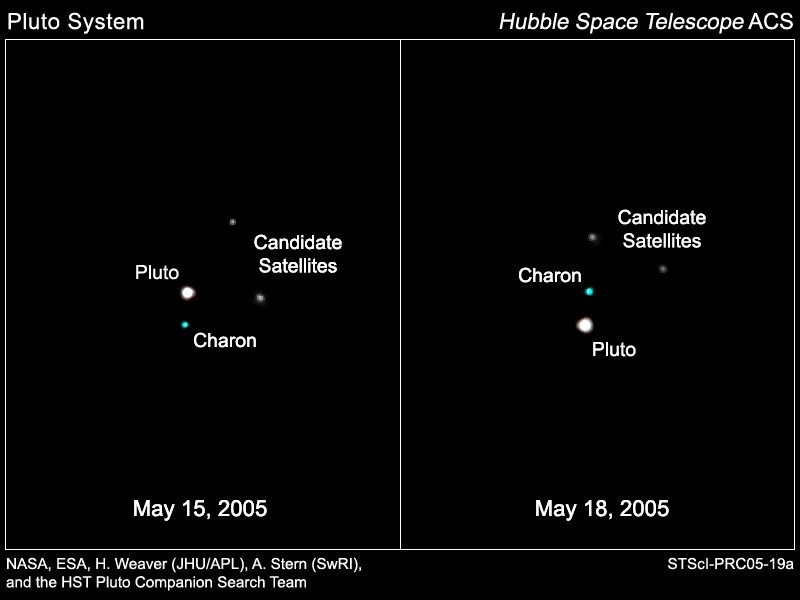
Image de la découverte de Hydre par le télescope Hubble (Pluto Companion Search Team).

Hydre a été photographiée en mai 2005 par le télescope spatial Hubble (en même temps que Nix) lors du programme de recherche de satellites de Pluton, Pluto Companion Search. Les deux lunes furent originellement découvertes par Max J. Mutchler le 15 juin 2005 et furent annoncées, une fois confirmées par d'autres observations, le 31 octobre 2005,,.

## Dénomination
Le nom d'Hydre (Hydra) est officiellement adopté par la circulaire de l'Union astronomique internationale no 8723 le 21 juin 2006.

### Récapitulatif des noms officiels
- 15 mai 2005 – 31 octobre 2005 : découverte, pas encore de nom officiel ;
- 31 octobre 2005 – 21 juin 2006 : S/2005 P 1 par l'IAUC 8625[9] ;
- 21 juin 2006 – 13 septembre 2006 : Pluton III Hydre (en anglais Pluto III Hydra) par l'IAUC 8723[4] ;
- depuis le 13 septembre 2006 : (134340) Pluton III Hydre (en anglais (134340) Pluto III Hydra) par l'IAUC 8747[10].

## Orbite

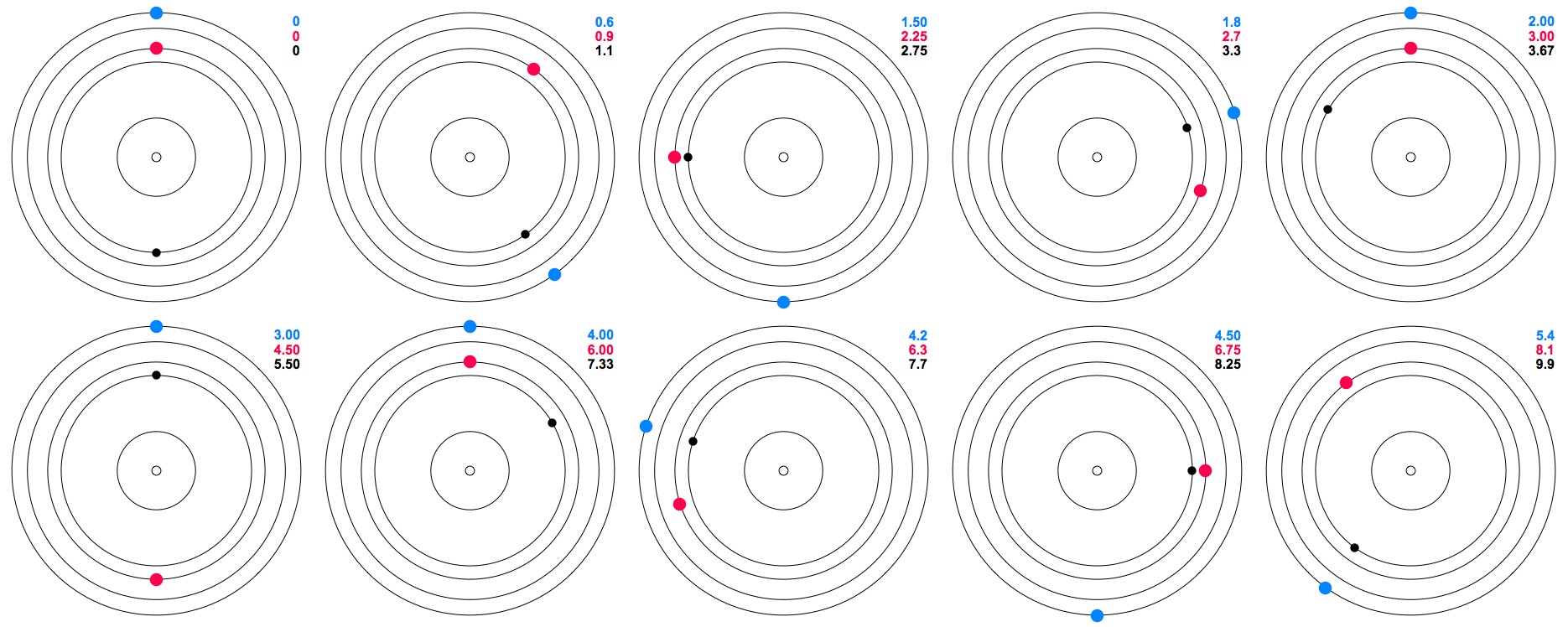
Cette série de diagrammes représente les conjonctions qui se produisent dans un cycle des mouvements des lunes de Pluton Hydra (bleu), Nix (rouge) et Styx (noir), contrôlés par leurs résonance orbitales mutuelles.

Hydre orbite autour du barycentre du système dans le même plan que Charon et Nix, à la distance d'environ 65 000 km. Son excentricité de 0,005 est certes faible, mais plus élevée que celle des autres satellites de Pluton. Sa période orbitale est de 38,2 jours, soit un écart par rapport à une résonance 1:6 avec Charon de seulement 0,3 %.

## Caractéristiques

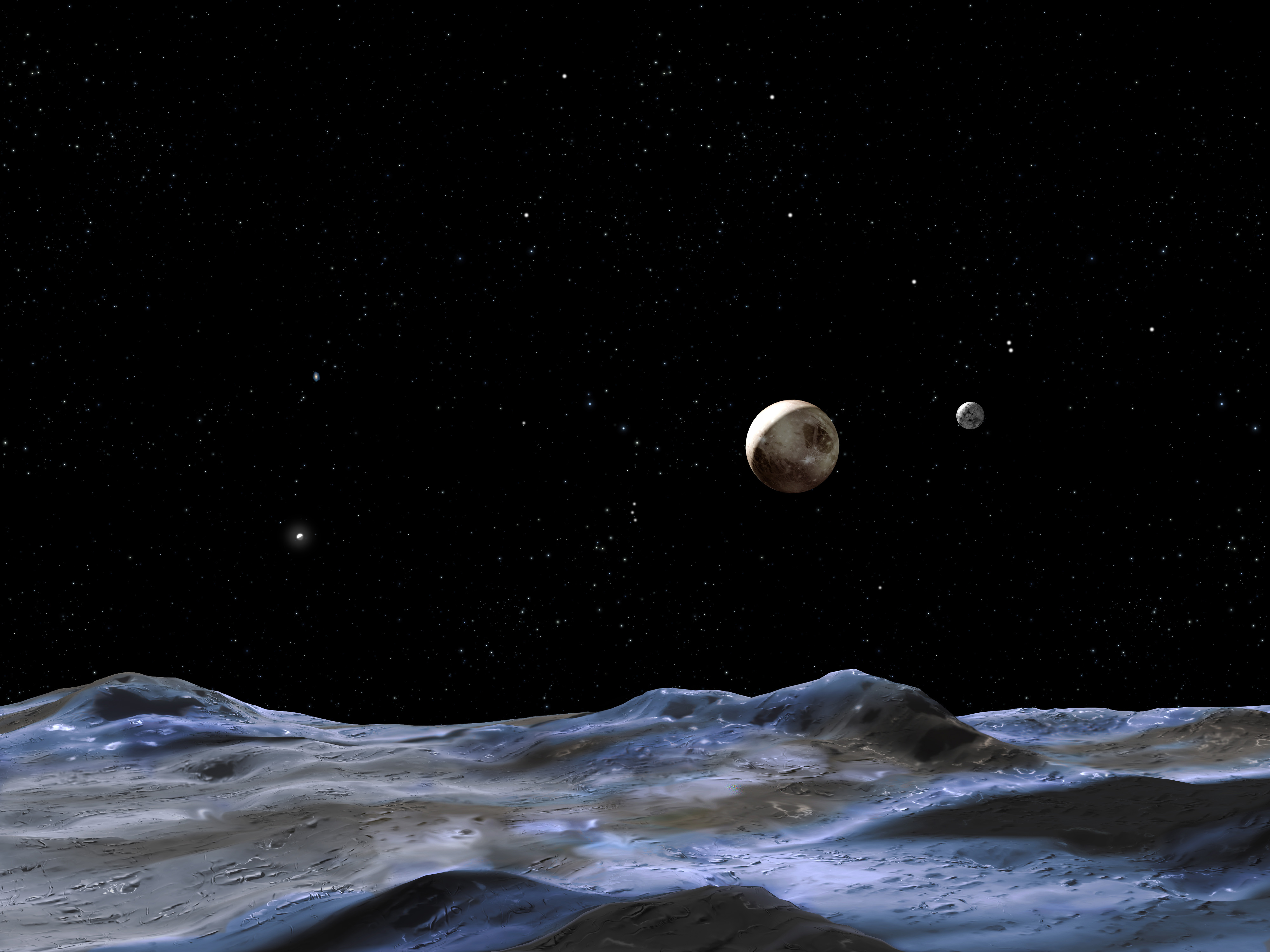
Vue d'artiste de Pluton, Charon et Nix depuis la surface d'Hydre.

Les caractéristiques physiques d'Hydre n'étaient pas connues avec précision à la fin 2005. Sa taille était initialement estimée entre 30  et   84 km, puis entre 44  et   130 km, selon que la valeur réelle de son albédo est de 35 % (comme Charon) ou 4 % (comme les objets transneptuniens les plus sombres). Au moment de sa découverte, Hydre était environ 25 % plus lumineuse que Nix, ce qui a conduit à estimer qu'elle était plus grande. Des mesures ultérieures ont indiqué qu'elles possédaient en fait la même luminosité et les variations de celle de Hydre sont probablement dues à des variations d'albédo à sa surface. Finalement, les mesures directes réalisées par l'instrument LORRI de la sonde New Horizons lors de son passage dans le système plutonien en juillet 2015 ont conclu à une taille de 55 × 40 kilomètres.
Encore plus que Charon, Hydre — tout comme Nix — semble posséder une couleur grise. Pluton est plus rouge. Les deux couleurs (rouge et gris) sont communes dans la ceinture de Kuiper, mais leur diversité au sein du système plutonien est difficilement compatible avec la théorie de la formation de celui-ci lors d'un impact astronomique.
Hydre a été visitée en même temps que Pluton par la sonde New Horizons le 14 juillet 2015 qui, outre les mesures des dimensions précises de la lune, a pu déterminer qu'elle était probablement couverte de glace d'eau.